# Crosnierita dicata
Crosnierita dicata is een tienpotigensoort uit de familie van de Munididae. De wetenschappelijke naam van de soort is voor het eerst geldig gepubliceerd in 1998 door Macpherson.